# Chodsigoa parva
Chodsigoa parva е вид бозайник от семейство Земеровкови (Soricidae).

## Разпространение
Видът е разпространен в Китай (Юннан).